# Marko Kostrenčić
Marko Kostrenčić (Zágráb, 1884. március 21. – Zágráb, 1976. május 19.), horvát jogtudós, történész, politikus, egyetemi tanár, a Zágrábi Egyetem rektora.

## Élete
Zágrábban született 1884. március 21-én. Apja Ivan Kostrenčić könyvtáros, az Egyetemi Könyvtár igazgatója volt. Apja közeli barátja volt Tadija Smičiklasnak, az egyetem rektorának és az akadémia elnökének, a nála öt évvel idősebb Milan Sufflayval pedig egyetemistként dolgozott együtt a Diplomatičkog zbornika Kraljevine Hrvatske, Dalmacije i Slavonije szerkesztése során. Jogot tanult Bécsben és Zágrábban, ahol 1908-ban doktorált „sub auspiciis regis” (az uralkodó képviselője által arany doktori gyűrűvel jutalmazva). 1909-ben az egyetem jogi karának dékánja Milivoj Klement Maurović elérte, hogy Kostrenčićet a kar és a tartományi kormány támogatásával két éves tanulmányútra külföldre küldjék. Prágában Karel Kadlecnél és Jan Kaprasnál, Varsóban Fjodor Fjodorovics Zigeljnél, Krakkóban Stanisław Kutrzebánál, Lwówban Oswald Balzernél és Przemysław Dąbkowskinál tanult, ahol szláv jogtörténetre szakosodott. Végül Bécsben az Institut für österreichische Geschichtsforschungba ment, ugyanabba az intézménybe, ahol az 1880-as években Smičilas is tanult. Saját elmondása szerint a jogtörténészek közül Balzer hatott rá leginkább „történelmi kritikájával és pozitivizmusával”, amely a szláv jogtudományban minden romantikától megszabadult.
1913-tól 1955-ig a jogtörténelem professzora volt a Zágrábi Egyetemen. 1931-ben szociálpolitikai miniszter, 1935-ben és 1936-ban Száva Banovina bánja. 1921-től a Jugoszláv Tudományos és Művészeti Akadémia rendes tagja. 1936-ban a Prágai Egyetem tiszteletbeli doktori címet adományozott neki. Még ebben az évben nyugdíjba vonult. 1931-től 1946-ig nem is publikált tudományos szöveget. A második világháború alatt a jasenovaci gyűjtőtáborba internálták. 1945 után professzorként és akadémikusként újraaktiválták. A második világháború és annak közvetlen következményei jelentős változásokat hoztak a zágrábi jogi karon a jogtörténet oktatásában. Az 1947/48-as tanévtől a nemzeti jogtörténet tantárgyat az államtörténet, valamint a Jugoszláv Szövetségi Népköztársaság népének jogai váltották fe, melyeket nyugdíjba vonulásáig (1955) tanított. Közben az 1949/50-es ciklusban a Zágrábi Egyetem rektora volt.
Szerkesztője volt a „Diplomatičkog zbornika Kraljevine Hrvatske, Dalmacije i Slavonije” (Horvátország, Dalmácia és Szlavónia Diplomáciai Iratok) című folyóirat több kötetének. Szerkesztette Jugoszlávia középkori latin szótárát. A Lexikográfiai Intézet enciklopédiájának egyik szerkesztője volt. Sportolással foglalkozott, versenyzőként és vívóedzőként, a zágrábi HAŠK társalapítójaként.

## Főbb művei
- Hrvatska pravna povijest, 1919.
- Vinodolski zakon, 1923.
- Postanak dalmatinskih sredovječnih gradova, 1929.
- Fides publica (javna vera) u pravnoj istoriji Srba i Hrvata do kraja XV. veka, 1930.
- Nacrt historije hrvatske države i hrvatskog prava, 1956.
- Historiografija danas, 1976.